# کوه کولو
کوه کولو (به لاتین: Mount Colo) یک آتشفشان چینه‌ای در اندونزی است که در Sulawesi, Indonesia واقع شده‌است. کوه کولو ۵۰۷ متر بالاتر از سطح دریا واقع شده‌است.